# Amtsgericht Oerlinghausen
Das Amtsgericht Oerlinghausen war bis 1979 ein Amtsgericht in Oerlinghausen im nordrhein-westfälischen Kreis Lippe. Es war dem Landgericht Detmold unterstellt. Sein ehemaliger Bezirk wurde aufgeteilt und gehört heute zum Amtsgericht Detmold und zum Amtsgericht Lemgo.
Das Amtsgericht Oerlinghausen wurde wie die anderen lippischen Amtsgerichte 1879 eingerichtet und war zuletzt zuständig für das Gebiet der heutigen Stadt Oerlinghausen und der Gemeinde Leopoldshöhe. Das Gerichtsgebäude befindet sich in der Oerlinghauser Hauptstraße 32 und ist mit der Nummer 25 als Baudenkmal in die städtische Denkmalliste eingetragen. Im Zuge von Verwaltungsvereinfachungen wurde der Bezirk des Amtsgerichts Oerlinghausen 1979 dem Amtsgerichtsbezirken Detmold (Gebiet von Oerlinghausen) und Lemgo (Gebiet von Leopoldshöhe) zugeschlagen.